# آنا رایس کوک
آنا رایس کوک (Anna Rice Cooke) (زادهٔ ۵ سپتامبر ۱۸۵۳ – درگذشت ۸ اوت ۱۹۳۴)، یکی از حامیان هنر و بنیان‌گذار موزه هنری هونولولو بود.

## زندگی‌نامه
آنا شارلوت رایس در ۵ سپتامبر ۱۸۵۳ در یک خانواده برجسته مبلغ مذهبی مسیحی در اوآهو، هاوایی متولد شد. پدر وی معلم ویلیام هریسون رایس (۱۸۱۳–۱۸۶۳ میلادی) و مادر وی ماری سوپیا هاید بود. آنا در جزیره کائوآئی بزرگ شد. او از ۱۸۶۷–۱۸۶۸ میلادی به مدرسه پوناهو (بعداً کالج اواهو نامیده شد) و از ۱۸۷۱ – ۱۸۷۲ میلادی به کالج میلس رفت. در ۱۸۷۴ میلادی، او با چارلز مونتاگو کوک که یک تاجر موفق بود، ازدواج کرده و این دو درنهایت در هونولولو ساکن شدند. یکی از پسران وی چارلز مونتاگو کوک جونیور (۱۸۷۴ – ۱۹۴۸ میلادی) نام داشت و یک جانورشناس آمریکایی بود. سایر فرزندان وی شامل: کلارنس اچ. کوک، جرج پی. کوک، ریچارد ای. کوک، الیس تی. کوک و تئودور ای. کوک.
در ۱۸۸۲ میلادی، خانواده کوک یک خانه در جاده برتانیا، در مقابل توماس اسکویر پارک، اعمار نمودند. مناظر دایموند هد و مدرسه پوناهو از پنجره‌های طبقه-دوم خانه آن‌ها به خوبی دیده می‌شد. با پیشرفت حرفه کوک، آن‌ها شروع به گردآوری کلکسیون شخصی هنری خود نمودند. نخستین مجموعه آنا «اسباب خانه نشیمن» بود که به زیبایی خانه آن‌ها در جاده برتانیا می‌افزود. او به‌طور مکرر به مغازه مبل‌ساز یئون کوک فونگ ان سر می‌زد، کسی که سیرامیک و منسوجات وی را اغلب برادرش از چین می‌فرستاد. فونگ ان در نهایت به یکی از واردکنندگان پیشتاز اقلام هنری در هونولولو مبدل شد. آنا حامی هنرمندان محلی بود، به‌ویژه چارلز. دابلیو. بارلیت. او نمایشگاه‌های هنری در خانه‌اش برگزار می‌کرد و هنرمندان را با دوستان ثروت‌مند خود معرفی می‌نمود.

## آکادمی هنرهای هونولولو
کلکسیون هنرهای کوک از خانه خود و خانه‌های فرزندان آن‌ها، به مراتب بیشتر گسترش یافت. در ۱۹۲۰ میلادی، او و دخترش الیس (خانم فیلیپ اسپادلنگ)، عروسش داگمار (خانم ریچارد کوک) و کاترین ای.بی. کاکس (خانم آیزاک کاکس) که استاد هنر و درام بود، شروع به فهرست‌سازی و پژوهش روی کلکسیون خود نمودند، به این هدف که آن‌ها را در یک موزه برای کودکان هاوایی به نمایش بگذارند. این زنان با آموزش اندکی که داشتند، در ۱۹۲۲ میلادی یک امتیازنامه از قلمرو هاوایی برای این موزه به‌دست آورده و به فهرست‌سازی هرکدام از گنجینه‌های هنری کلکسیون ادامه دادند. در ۱۹۲۴ میلادی، کوک یک نقاش، فرانک مونتاگ مور را به عنوان نخستین رئیس موزه هنری هونولولو استخدام نمود. او از همان آغاز موزه‌ای را می‌خواست که بازتاب دهندهٔ شناسه‌های منحصر به فرد چند-فرهنگی هاوایی باشد.
خانواده کوک خانه خود در جاده برتانیا را همراه با ۲۵٬۰۰۰ دلار و کارهای هنری که چندین هزار دلار ارزش داشت، به این موزه اهدا نمود. خانه خانوادگی آن‌ها به‌طور اساسی تغییر داده شد تا برای موزه جدید آماده شود. معمار اهل نیویورک، برترام گودهیو، ساختمان این موزه را به سبک منحصر به فرد ساختمان‌های هاوایی طراحی نموده که در عقب آن کوه‌ها قرار داشت و ظاهر ساده با رنگ سفیدِ استخوانی و بام سفالی آن با درختان شکوفا، گل‌ها و بته‌ها به کمال رسیده بود. گودهیو قبل از این‌که پروژه به پایه کمال برسد، درگذشت. کسی که مسئولیت اتمام پروژه را بر عهده گرفت هاردی فیلیپ بود. در جریان سال‌های متمادی، از این سبک منحصر به فرد در بیشتر ساختمان‌ها در سراسر ایالت تقلید گردید.
موزه هنری هونولولو در ۸ آوریل ۱۹۲۷ افتتاح شد. کوکی به تاریخ ۸ اوت ۱۹۳۴ به آرامی در خانه خود درگذشت.